# بيندل إنشورانس
بينديل إنشورانس (Bendel Insurance) هو نادي كرة قدم من مدينة بنين، نيجيريا. ملعب الفريق هو ملعب صاموئيل أوغبيموديا الذي يسع لعشرين ألف متفرج. لون الفريق هو الأخضر.

## بطولات الفريق
- الدوري النيجيري: 1973، 1979
- كأس نيجيريا: 1972، 1978، 1980
- كأس الاتحاد الأفريقي: 1994